# Sandwich (brood)

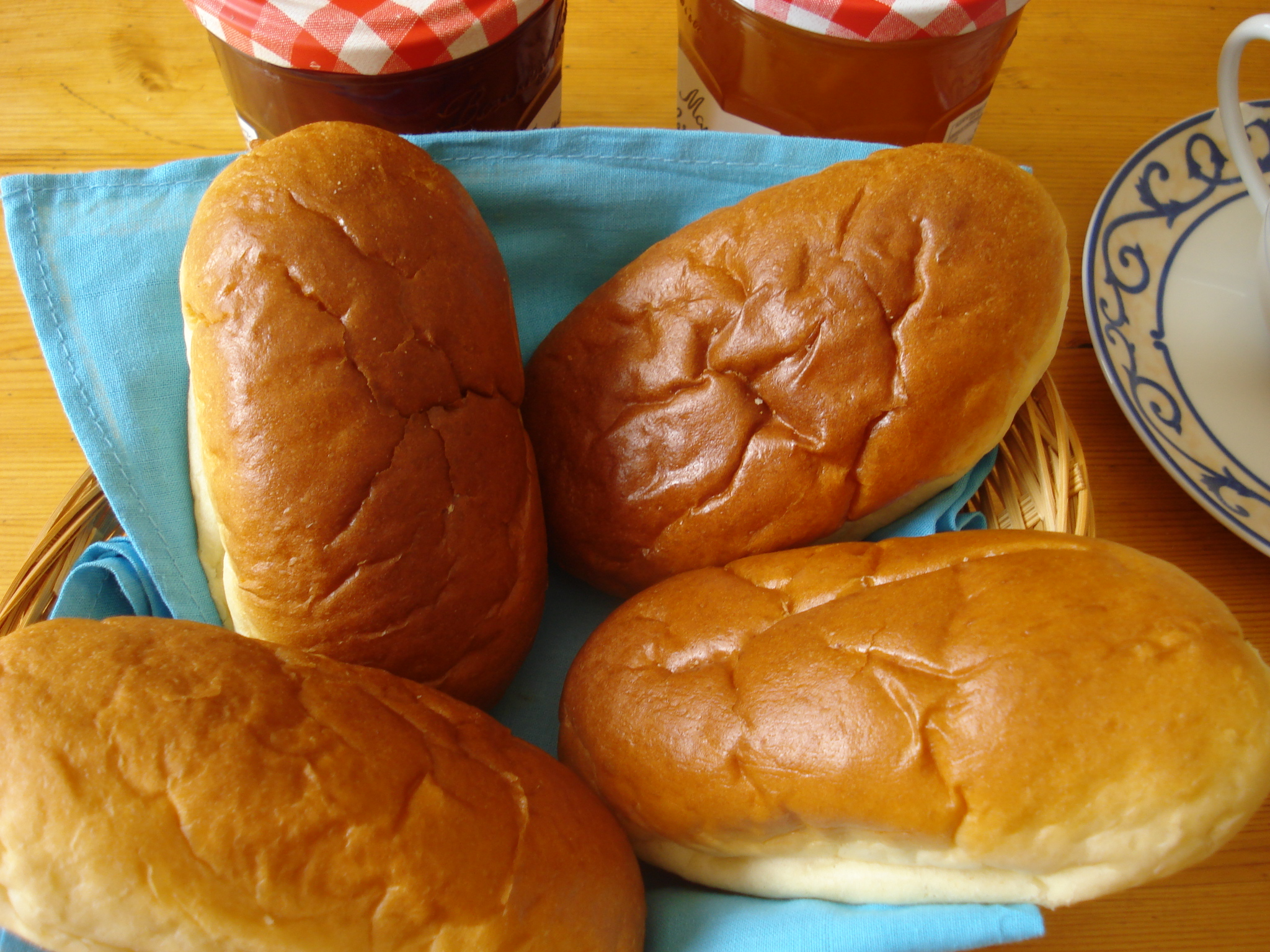
Sandwich

Een sandwich is een Belgisch bakkerijproduct. Het is een langwerpig lichtzoet puntbroodje. Traditioneel worden deze gegeten bij het ontbijt op zondag samen met pistolets en koffiekoeken of tijdens koffietafels. Ze worden zoet of hartig belegd.
Dergelijke sandwiches worden gemaakt van een fijn gistdeeg aangevuld met melk en eieren en worden daarom ook wel melksandwiches genoemd. Het deeg is verwant aan briochedeeg.